# Ricoldo da Montecroce
Ricoldo da Montecroce, född 1242 i Florens, död 31 oktober 1320, var en florentinsk munk som tillhörde dominikanorden. Han var missionär i flera länder. 1267 blev han medlem av det dominikanska huset Santa Maria Novella i Florens, och 1272 av Santa Caterina i Pisa. Han fick ett påvligt uppdrag att predika i Akko 1286 eller 1287.
Efter studier vid olika europeiska universitet blev han dominikan och var lärare vid flera olika konvent i Toscana 1272–1299. Han gjorde en pilgrimsresa till det Heliga landet 1288 och reste sedan under många år som missionär i västra Asien och hade sitt huvudkvarter i Bagdad. Han återvände till Florens före 1302 och valdes till framstående ämbeten inom orden.

## Verk
Ricoldo da Montecroces Itinerarium (ungefär ”resväg”), skrivet cirka 1288–1291 publicerades på latin första gången i Leipzig, på italienska i Florens 1793 och på franska i Paris 1877. Avsikten med verket var att det skulle vara en instruktion för missionärer och det är en intressant beskrivning av de orientaliska länder han besökte.
Cirka 1300, åter i Florens, skrev han Liber peregrinationis och Nationes Ad orientales. 
Hans arbete Confutatio Alcorani ("Vederläggning av koranen" skriven åren kring 1300) översattes till tyska (Verlegung des Alcoran) av Martin Luther 1542. Trots starka fördomar visar han en anmärkningsvärt bred uppfattning och uppskattning av fördelar i ett system så fientligt mot hans egna värden.
Epistolæ de Perditione Acconis (ungefär “Brev om Akkos undergång”) är fem brev i form av klagovisor över Akkos undergång skrivna cirka 1292 och publicerade i Paris 1884. Ricoldos mest kända verk är Contra Legem Sarracenorum (ungefär “Mot den saracenska lagen”), skrivet i Bagdad. Den var en mycket populär källa för polemik mot muhammedanismen och har kommit i flera utgåvor, första gången i Sevilla 1500. Christianæ Fidei Confessio facta Sarracenis, tryckt i Basel 1543 är tillskriven Ricoldo, och skrevs troligen vid samma tid som ovan nämnda verk. Andra verk är Contra errores Judæorum (ungefär ”Mot judarnas fel”) (manuskript i Florens), Libellus contra nationes orientales (ungefär ”Liten bok mot österns folk”) (manuskript i Florens och Paris); Contra Sarracenos et Alcoranum (ungefär ”Mot saracener och Koranen”) (manuskript i Paris); De variis religionibus (ungefär ”Om olika religioner”) (manuskript i Turin). De tre senare skrev han troligen sedan han återvänt till Europa. Ricoldo är också känd för att ha skrivit två teologiska arbeten, dels ett försvar för Sankt Thomas av Aquino i samarbete med Johannes av Pistoia cirka 1285, dels en kommentar till Libri sententiarum (av Petrus Lombardus) (före 1288). Ricoldo påbörjade en översättning av Koranen 1290, men det är inte känt om den slutfördes.